# Zelený municipalismus
Zelený municipalismus se zaměřuje na environmentalistické otázky především z místní a obecní úrovně spíš než z pohledu národního a nadnárodního. Poprvé tento termín použil Brian Milani v jeho knize Designing the Green Economy z roku 2000.